# Trophée Basil D'Oliveira
Le Trophée Basil D'Oliveira (en anglais Basil D'Oliveira Trophy) est une série de test-matchs disputée entre l'Afrique du Sud et l'Angleterre. La série a été baptisée de cette manière en 2004 en hommage à Basil D'Oliveira, joueur de cricket de couleur sud-africain émigré en Angleterre et international avec cette équipe. Si la série s'achève sur un résultat nul, le trophée est conservé par le tenant du titre.

## Historique

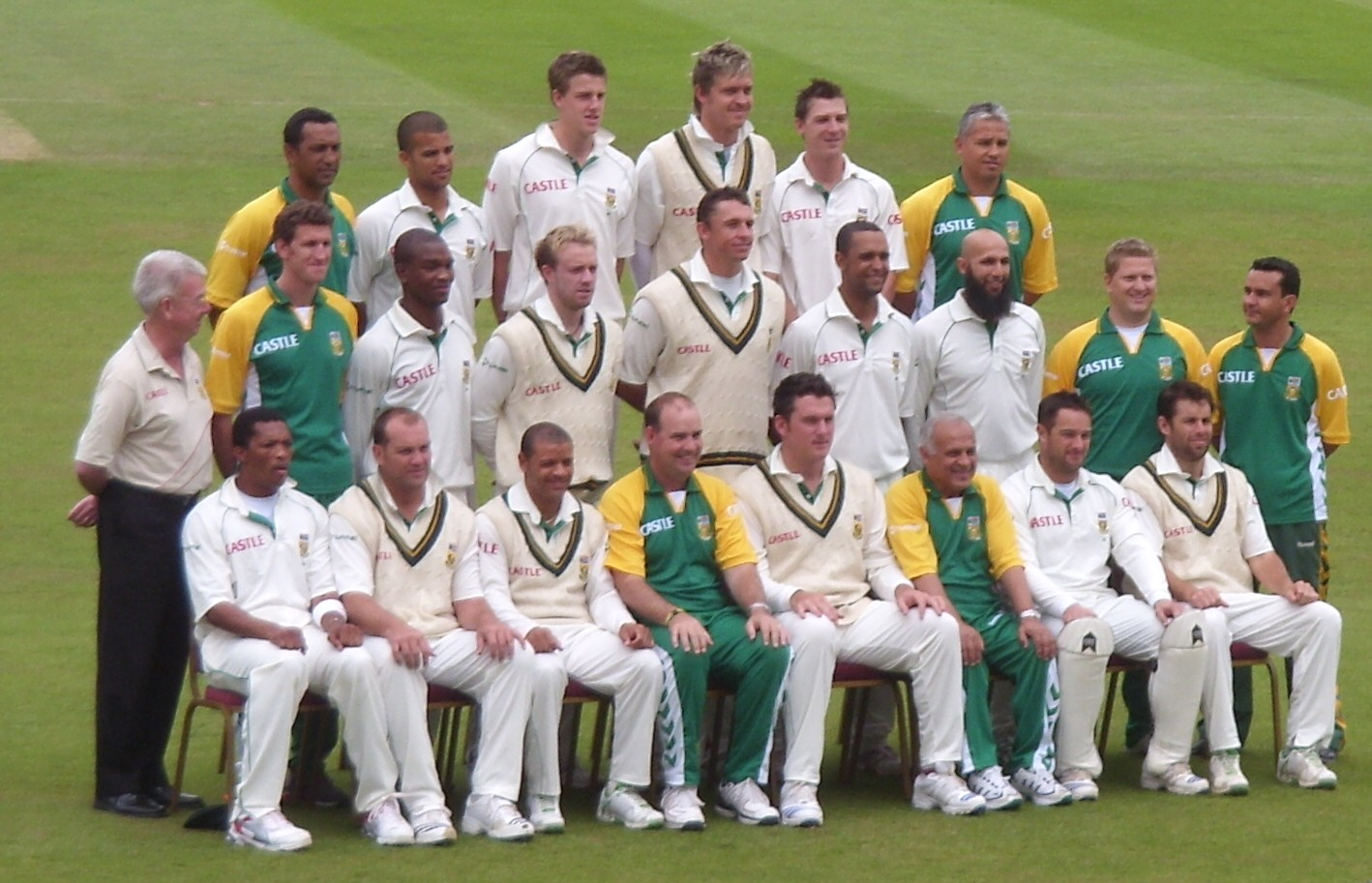
L'équipe d'Afrique du Sud gagnante du trophée en 2008.

La première série de test-matchs organisée entre l'Angleterre et l'Afrique du Sud sous le nom de « Trophée Basil D'Oliveira » a lieu en 2004-2005, à l'occasion de la tournée des Anglais en Afrique du Sud. Le nom du trophée rend hommage à Basil D'Oliveira. Sud-Africain classé comme « Coloured », il émigre en Angleterre en 1960 et finit par jouer pour l'équipe nationale anglaise. Mais sa sélection pour la tournée en Afrique du Sud en 1968 provoque l'annulation de celle-ci par le régime d'apartheid.
L'Angleterre est la première à remporter le trophée, battant ses hôtes 2-1 en cinq matchs. En 2008, c'est au tour des Sud-Africains de se rendre en Angleterre, et ils y prennent leur revanche en remportant la série 2-1. En 2009-2010, l'Afrique du Sud conserve le trophée, même si la série s'achève sur les scores de 1-1.

## Palmarès
| Année     | Lieu           | Afrique du Sud | Angleterre | Nuls | Égalités | Vainqueur      |
| --------- | -------------- | -------------- | ---------- | ---- | -------- | -------------- |
| 2004-2005 | Afrique du Sud | 1              | 2          | 2    | 0        | Angleterre     |
| 2008      | Angleterre     | 2              | 1          | 1    | 0        | Afrique du Sud |
| 2009-2010 | Afrique du Sud | 1              | 1          | 2    | 0        | aucun          |
| 2012      | Angleterre     | 2              | 0          | 1    | 0        | Afrique du Sud |